# Berhampur University
Berhampur University är ett universitet i Indien.   Det ligger i distriktet Ganjām och delstaten Odisha, i den östra delen av landet, 1 300 km sydost om huvudstaden New Delhi. Berhampur University ligger 32 meter över havet.